# Bavorov
Bavorov (niem. Barau) − miasto w Czechach, w kraju południowoczeskim. 
Według danych z 1 stycznia 2024, liczba mieszkańców miasta wynosi 1640 osób (911. miejsce w kraju wśród miejscowości; 535. miejsce wśród miast).
W mieście jest stacja kolejowa Bavorov.

## Demografia
| Rok             | 1970  | 1980  | 1991  | 2001  | 2003  | 2008  | 2016  | 2024  |
| --------------- | ----- | ----- | ----- | ----- | ----- | ----- | ----- | ----- |
| Liczba ludności | 1 760 | 1 670 | 1 475 | 1 436 | 1 401 | 1 464 | 1 599 | 1 640 |

Źródło: Czeski Urząd Statystyczny